# Koki Niwa
Koki Niwa (Japans: 丹羽 孝希, Niwa Kōki) (Tomakomai, 10 oktober 1994) is een Japanse professioneel tafeltennisser. Hij speelt linkshandig met de shakehandgreep.
In 2012 (Londen), 2016 (Rio de Janeiro) en 2020 (Tokio) nam hij deel aan de Olympische spelen.

## Belangrijkste resultaten
- Zilver met het mannenteam op de Olympische Zomerspelen 2016
- Brons met het mannenteam op de Olympische Zomerspelen 2020
- Zilver met het mannenteam op de wereldkampioenschappen tafeltennis 2016
- Brons met het mannenteam op de wereldkampioenschappen tafeltennis 2012
- Brons met het mannenteam op de wereldkampioenschappen tafeltennis 2014
- Brons op de wereldkampioenschappen tafeltennis 2015 met Kenta Matsudaira
- Brons op de wereldkampioenschappen tafeltennis 2017 met Maharu Yoshimura